# Guadalupe-Zypresse
Die Guadalupe-Zypresse (Cupressus guadalupensis) ist eine Pflanzenart der Gattung der Zypressen (Cupressus) in der Unterfamilie der Cupressoideae innerhalb der Familie der Zypressengewächse (Cupressaceae).

## Beschreibung und Ökologie

### Vegetative Merkmale
Die Guadalupe-Zypresse ist ein immergrüner Baum mit Wuchshöhen von 10 bis zu 20 Metern. Die Baumkrone ist kegelförmig bis eiförmig-kegelig. Die schuppenartigen Blätter sind dunkelgrün bis graugrün, 2 bis 5 mm lang und an abgerundeten, nicht abgeflachten Zweigen angeordnet.

### Generative Merkmale
Die Guadalupe-Zypresse ist einhäusig getrenntgeschlechtig (monözisch). Die Blütezeit reicht von Februar bis März. Männliche Zapfen sind 3 bis 5 Millimeter lang. Die weiblichen Zapfen sind bei einer Länge von 25 bis 35 Millimetern kugelförmig, mit sechs bis zehn Zapfen-Schuppen. Sie sind zuerst grün und reifen 20 bis 24 Monate nach der Bestäubung braun bis graubraun aus. Die Zapfen bleiben für viele Jahre geschlossen, bis der Baum durch ein Buschfeuer getötet wird (Pyrophyten). Dann finden die Sämlinge auf der nackten Erde gute Wuchsbedingungen.

## Vorkommen
Die Guadalupe-Zypresse ist ein Endemit auf der mexikanischen Insel Guadalupe, die zu Baja California gehört. Sie wächst in Höhenlagen von 1000 bis 1280 Metern. Die Art wird als stark gefährdet (endangered) eingestuft.